# Mychodea
Mychodea, rod crvenih algi smješten u vlastitu porodicu Mychodeaceae, dio reda Gigartinales

## Vrste
1. Mychodea acanthymenia Kraft
2. Mychodea acicularis (J.Agardh) Kraft
3. Mychodea australis (Zanardini) Kraft
4. Mychodea carnosa J.D.Hooker & Harvey - tipična
5. Mychodea disticha Harvey
6. Mychodea echinocarpa Kraft & G.W.Saunders
7. Mychodea episcopalis J.Agardh
8. Mychodea gracilaria (Sonder) Sonder
9. Mychodea hamata Harvey
10. Mychodea herringtoniana Kraft & G.W.Saunders
11. Mychodea marginifera (J.E. Areschoug) Kraft
12. Mychodea membranacea J.D.Hooker & Harvey
13. Mychodea minutissima G.W.Saunders & Kraft
14. Mychodea perplexa G.W.Saunders & Kraft
15. Mychodea pseudoacicularis G.W.Saunders & Kraft
16. Mychodea pusilla (Harvey) J.Agardh
17. Mychodea ramulosa J.Agardh
18. Mychodea spinulifera J.Agardh
19. Mychodea terminalis Harvey